# ウェンディゴ (アルジャーノン・ブラックウッドの小説)
『ウェンディゴ』（Wendigo）は、英国の小説家アルジャーノン・ブラックウッドによる中編怪奇小説である。
カナダの森林に潜むインディアン伝説の怪物「ウェンディゴ」を題材としたホラー。ブラックウッドは、若い頃は北米大陸で労働しており、1899年に30歳で帰国して作家となったが、この作品はカナダ生活の経験に基づいている。
オーガスト・ダーレスが影響を受けている。

## 主な登場人物
キャスカート博士
狩猟隊リーダー。本業は心理学者。50歳以上。
ハンク・デイヴィス
狩猟地案内人。迷信を信じない。自分がデファーゴを無理に説得したせいで死に追い遣ってしまったと思い、苦悩する。
シンプソン
キャスカートの甥。スコットランド人。神学生。カナダ奥地に入るのは初めて。
ジョゼフ・デファーゴ
シンプソンの専属案内人。フランス系カナダ人。森林地帯での生活と伝承に詳しい。ウェンディゴ伝説を信じており、森の奥地に入ることに反対していたが、ハンクに説得されて狩猟に同行した。ウェンディゴに魅入られて犠牲者となる。
プンク
インディアン。前年の狩猟にも料理係として同行した。狩猟は行わず、本野営の維持を担当する。
ウェンディゴ
インディアン伝説の魔物。
曰く、ウェンディゴに名前を呼ばれた者は、足が勝手に走り出す。足が焼け、ついに抜け落ちて、ウェンディゴとまったく同じ怪物の足が生えてくる。ウェンディゴは地上にいることはほとんどなく、空を飛んでいる。掴んでいた獲物を地上に投げ落とす。主食は苔であり「苔喰らい」と異名される。

## あらすじ
箆鹿狩りのために、狩猟隊の5人はカナダの森の奥地へと入り込み、二手に分かれて獲物を探すことにする。シンプソンはデファーゴが道中で口にした「ウェンディゴ」という語を疑問に思い、尋ね返すもそのときは単なる迷信としか思えなかった。野宿中シンプソンは、デファーゴが眠りながら泣いていることに気づき、毛布をかけてやる。あるとき突然、デファーゴが「足が燃えている」「ウェンディゴに呼ばれてしまった」と叫びながら走り去る。捜索に出たシンプソンは「未知の獣の足跡」を見つけ、またデファーゴの足跡を追跡すると徐々に歩幅が広がっていき、不可解さに混乱する。さらに「デファーゴの足跡」は「追随する謎の獣の足跡」に次第に似て来るではないか。さらに上空からはデファーゴが泣きながら「足が燃えている」「こんなにも高い」「足を燃やしながら、空を飛んでいる」などと叫ぶ声が聞こえるも、姿はない。足跡が途切れた場所には、悪臭が残っていた。
シンプソンは単独での捜索を諦め、助けを呼ぶために本野営に戻り、3人と合流してデファーゴの救出を頼み込む。プンクを残して、キャスカート博士・ハンク・シンプソンの3人は出発する。だが足跡は降雪で消えてしまっており、追跡は不可能と言わざるをえない。迷信を信じないハンクであったが、親友の命が係っているために、不承不承ウェンディゴ伝説について話し始める。
そのとき突然、デファーゴの「なんて高さだ」「おれの足が燃えている！」という悲鳴が響き、3人は周囲を見回して姿を探す。続いて雪上に重い物が墜落する音が響き、憔悴した人間が姿を現す。3人は混乱しつつも、帰って来たデファーゴを介抱する。しかし、疲れと寒さと恐怖に苛まれた彼は、もとのデファーゴとは似ても似つかなず、偽物か変装とすら思える変貌ぶりである。そしてシンプソンは「本当に、お前はデファーゴなのか？」と言ってしまう。ハンクもまた、彼はデファーゴじゃないとわめき始める。博士はつとめて冷静さを保ち、デファーゴに何があったのか全て話すように説く。デファーゴを名乗る者は「おれはウェンディゴを見たのさ」と言い、続いて「あいつと長くいすぎたせいで……」そこでハンクが、彼の足を見て驚愕する。博士が素早く毛布をかけて隠したために、シンプソンは見ることがなかったが、デファーゴは「おれの焼けた足を見たな」とつぶやく。強風が吹き始め、呆然とする3人をよそに、デファーゴはふらふらと歩いていき、森に消える。「なんて高い！」「おれの足が燃えている！」という叫び声を聞いて、残された3人はようやく我に返るも、すでにデファーゴの姿はなかった。
本野営のプンクは、湖の岸辺で魚を洗っているとき、デファーゴらしき人影が弱々しい足取りで歩いてくるのを目にし、悪臭も感じる。インディアン伝説を知るプンクは、即座にデファーゴがウェンディゴを見たと察し、恐怖のままに持ち場を捨てて逃げ去る。
3人が本野営に戻ったとき、火は燃えておらず、プンクの姿もなかった。だが焚火跡には、うごめきながらうずくまっているデファーゴがいた。今度こそは本物のデファーゴであると、ハンクは相棒を抱きしめる。デファーゴは、疲労の極みに達しながら、抜け殻のような状態で野営にたどり着いたことを語る。デファーゴは、あまりの消耗に、自分の人生の記憶をそっくり忘れ去っており、3人のことも知り合いとはわからなかった。足に酷い凍傷を負っているデファーゴに、3人は食料を与えるが、彼はすぐに吐き出してしまい、また吐瀉物には「苔の塊」が混ざっていた。
デファーゴがどうやって自然環境を生き延びたのか、長距離をどのように踏破できたのか、こういった疑問は全て未知のままである。デファーゴ自身も覚えておらず、生還した命も数週間後に潰える。逃げ帰ったプンクは、後に自分が見たものを証言する。

## 関連作品
- オーガスト・ダーレス
  - 風に乗りて歩むものなど：邪神イタカのアイデア元になっている。
  - 闇に棲みつくもの：足跡のホラー描写にインスパイアされている。